# Otank
L'otank és una llengua que es parla al sud-est de Nigèria, a la LGA d'Obanliku, de l'estat de Cross River i a la LGA de Kwande, a l'estat de Benue. L'otank és una llengua de la família lingüística de les llengües Tivoid, que són llengües bantus meridionals. Les altres llengües d'aquesta família són l'abon, l'ambo, el balo, el batu, el bitare, el caka, l'eman, l'esimbi, l'evant, l'iceve-maci, l'ipulo, el manta, el mesaka, l'osatu, i el tiv. L'otank és una llengua que gaudeix d'un ús vigorós (6a); tot i que no està estandarditzada, és parlada per persones de totes les edats i generacions. Gaudeix d'actituds positives i els seus parlants també parlen pidgin nigerià.